# Zilshausen

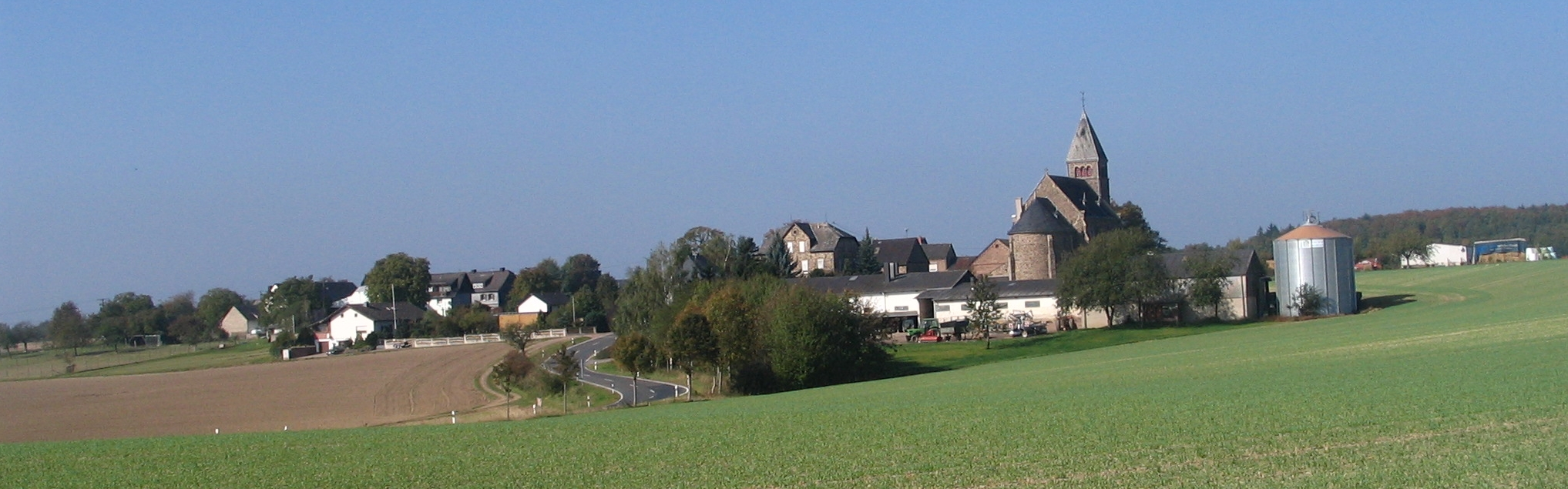
Ortsteil Petershäuser Hof

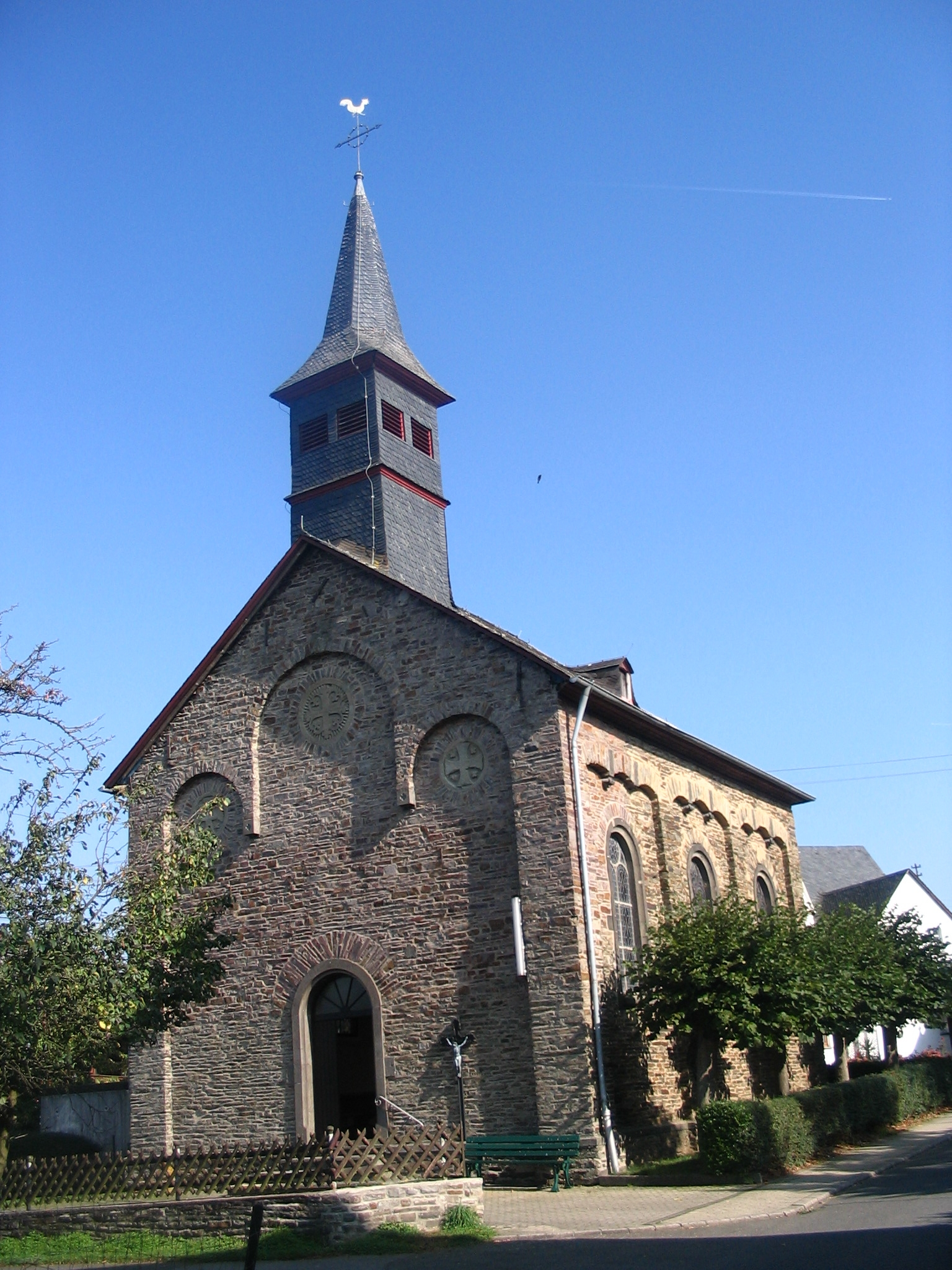
Die Kapelle liegt zentral im Dorf

Zilshausen ist eine Ortsgemeinde im Rhein-Hunsrück-Kreis in Rheinland-Pfalz. Sie gehört seit dem 1. Juli 2014 der Verbandsgemeinde Kastellaun an.

## Geographie
Zilshausen liegt auf einem Hochplateau im nördlichen Hunsrück zwischen dem östlich gelegenen Lützbachtal und dem westlich gelegenen Dünnbachtal. Zur Gemeinde gehört der Weiler Petershäuserhof.

## Geschichte
Der Ort entstand aus einem Gutshof, der 1346 als Zullinshausen urkundlich erwähnt wird. Zilshausen war dreiherrig, d. h. sein Territorium teilten sich drei Landesherren, darunter der Kurfürst von Trier und die Herren von Braunshorn-Metternich-Beilstein. Die Herrschaft erlosch 1794/96 mit der Besetzung durch die französische Revolutionsarmee. 1815 wurde der Ort auf dem Wiener Kongress dem Königreich Preußen zugeordnet. Seit 1946 ist er Teil des damals neu gebildeten Landes Rheinland-Pfalz.
Bis zum 30. Juni 2014 gehörte die Gemeinde zur Verbandsgemeinde Treis-Karden im Landkreis Cochem-Zell, dann wechselte sie in die Verbandsgemeinde Kastellaun im Rhein-Hunsrück-Kreis.
Statistik zur Einwohnerentwicklung
Die Entwicklung der Einwohnerzahl der Gemeinde Zilshausen, die Werte von 1871 bis 1987 beruhen auf Volkszählungen:
| Jahr | Einwohner |
| 1815 | 274       |
| 1835 | 349       |
| 1871 | 354       |
| 1905 | 325       |
| 1939 | 334       |
| 1950 | 366       |

| Jahr | Einwohner |
| 1961 | 340       |
| 1970 | 379       |
| 1987 | 378       |
| 2005 | 330       |
| 2022 | 282       |

## Politik

### Bürgermeister
Ortsbürgermeister ist Markus von Ostrowski. Bei der Kommunalwahl am 26. Mai 2019 war kein Kandidat angetreten, er wurde am 4. Juli 2019 durch den Gemeinderat gewählt und ist damit Nachfolger von Robert Etges.
Von Ostrowski wurde im Juni 2024 wiedergewählt.

### Wappen
| Wappen von Zilshausen | Blasonierung: „Ein silbernes Schildhaupt, darin ein durchgehendes rotes Kreuz belegt mit einer goldenen Lilie, gespalten in Gold und Grün, vorne ein schwarzer Grabhügel mit schwarzer Urne, hinten eine goldene Ährengarbe.“ |
| Wappen von Zilshausen | |

## Freizeit

### Kugelbahn
2017 wurde eine 400 Meter lange Kugelbahn parallel zu einem Waldweg in Eigenleistung errichtet und am 27. August eröffnet. Startpunkt ist an der Grillhütte westlich der Ortslage. Nach eigenen Angaben handelt es sich um die längste Kugelbahn in Rheinland-Pfalz, nach anderen Quellen in ganz Deutschland.

### Radwege
Der Hunsrück-Mosel-Radweg verläuft durch den Ort.

### Wanderwege
Durch den Ort führt die Traumschleife 99 „Dünnbachpfad“ des Saar-Hunsrück-Steiges.

## Söhne und Töchter des Ortes
- Peter Ketter (* 16. März 1885 in Zilshausen; † 19. November 1950 in Trier), Priester, Dr. theol., Geheimsekretär der Trierer Bischöfe Michael Felix Korum und Franz Rudolf Bornewasser, Professor für Neutestamentliche Exegese am Bischöflichen Priesterseminar in Trier.